# ヒヤシンス科
ヒアシンス科（ヒアシンスか、ヒヤシンス科、学名: Hyacinthaceae）は、ダールグレン体系およびAPG IIにおける単子葉植物の科である。APG IIIではキジカクシ科に含め、ツルボ亜科（ツルボあか、学名: Scilloideae）とする。
古い分類（クロンキスト体系、新エングラー体系）ではこの科を認めず、ユリ科に含めている。

## 形態・生態
球茎や鱗茎を持った多年草である。
6弁の小さな花を、散形花序または総状花序に咲かせるものが多い。

## 分布
アジア西部からヨーロッパ、北アフリカ、南アフリカと、一部熱帯アフリカに分布する。日本自生種はツルボのみ。

## 下位分類

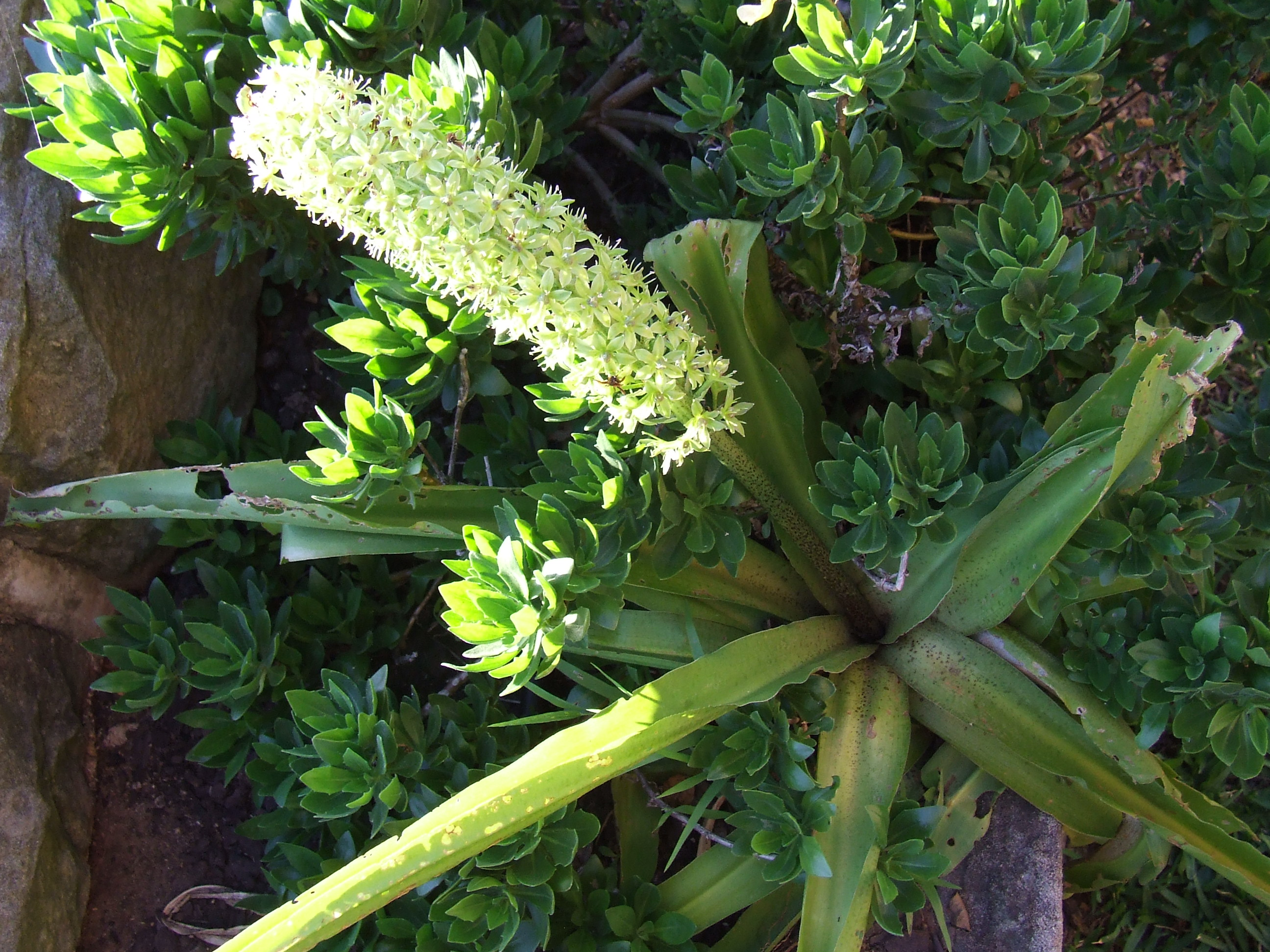
ホシオモト

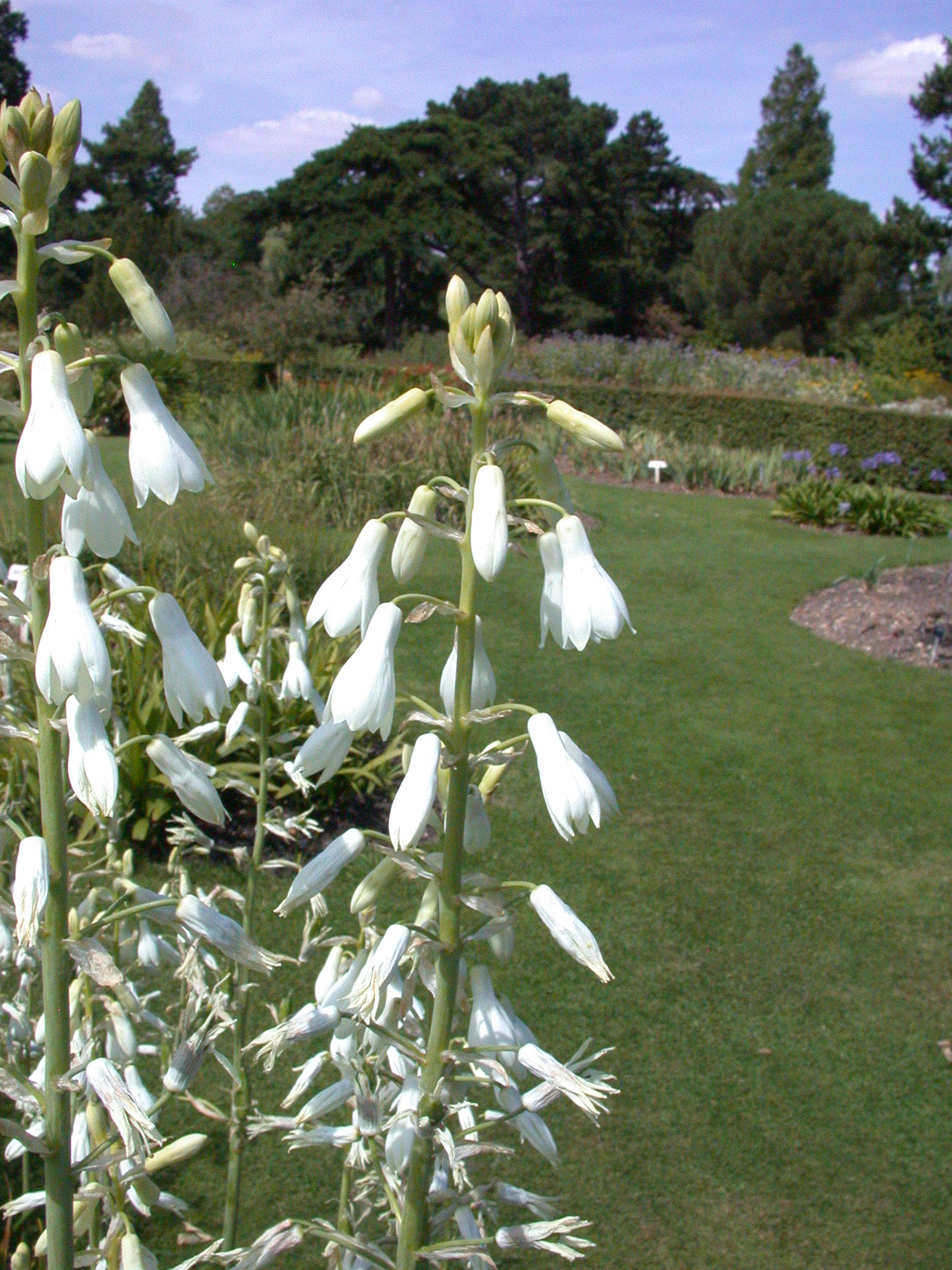

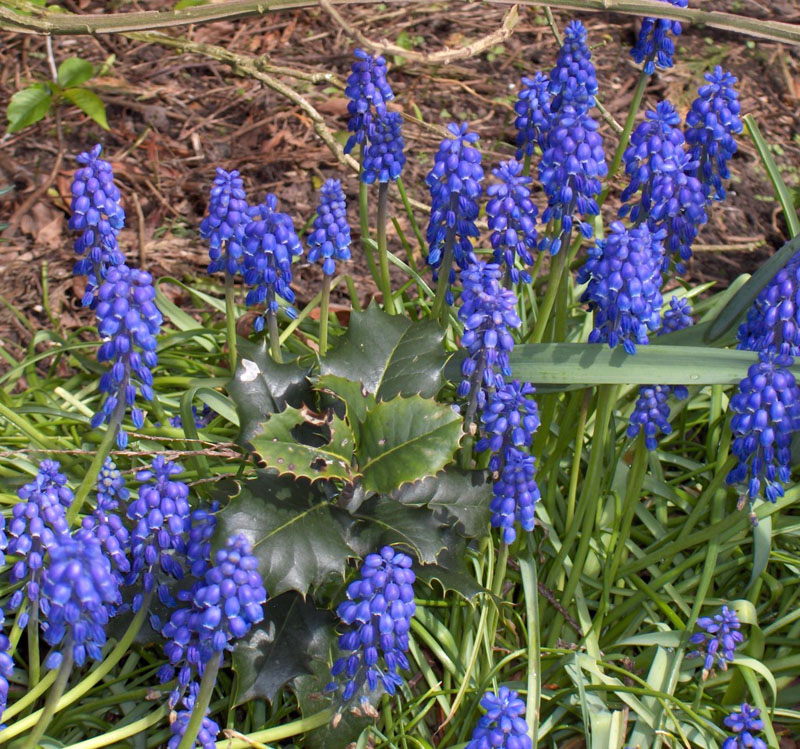
ルリムスカリ

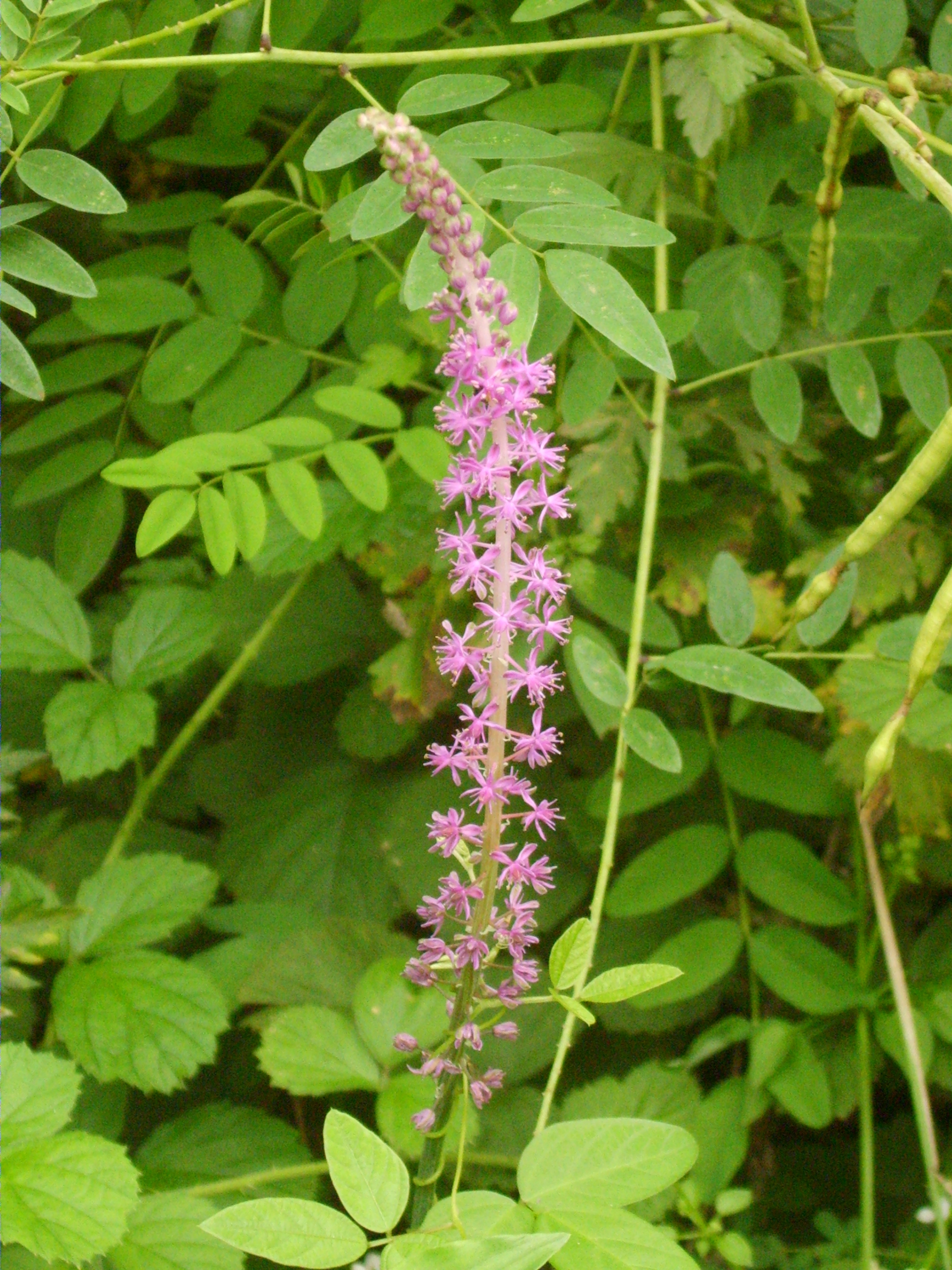
ツルボ

APG II では、41-70属770-1,000種ほどを含むとされる。ヒアシンス、ムスカリ、シラー、ガルトニア、ユーコミスなど、日本でも観賞植物として栽培される種が多数含まれている。
- Albuca
- Alrawia
- Amphisiphon
- Androsiphon
- Barnardia - ツルボ
- Battandiera
- Bellevalia
- Brimeura
- タマツルクサ属 Bowiea
- カマッシア属 Camassia - カマッシア
- チオノドクサ属 Chionodoxa - チオノドクサ
- Chlorogalum
- Curculigo
- Daubenya
- Dipcadi
- Drimia
- Drimiopsis
- エウコミス属 Eucomis - ホシオモト
- Fortunatia
- Galtonia
- Hyacynthella
- ヒアキントイデス属 Hyacinthoides - イングリッシュ・ブルーベル
- ヒアシンス属 Hyacinthus - ヒアシンス
- ラシュナリア属 Lachenalia - ラケナリア(ラシュナリア)
- レデブーリア属 Ledebouria
- Leopoldia
- Litanthus
- マッソニア属 Massonia
- ムスカリ属 Muscari - ムスカリ、ルリムスカリ（英語版）
- Muscarimia
- Neobakeria
- Neopatersonia
- オオアマナ属 Ornithogalum
- Periboea
- Paradisea
- Polyxena - ポリクセナ
- Pseudogaltonia
- Puschkinia
- Resnova
- Rhadamanthus
- Rhodocodon
- Schizobasis
- Schizocarphus
- Schoenolirion
- Scilla - オオツルボ
- Tenicroa
- Thuranthos
- Urginea
- フェルトハイミア属 Veltheimia
- Whiteheadia